# Wanna be!
「Wanna be!」（ワナ・ビー）は、BOYS AND MENの楽曲。CDシングルは2016年2月3日にキングレコードから発売された。BOYS AND MENの16作目のシングルで、メジャーシングルとしては3作目となる。

## 背景とリリース
2015年11月、漫画『白鳥麗子でございます!』がテレビドラマ・映画として20年ぶりに映像化されることとなり、テレビドラマ版主題歌「Wanna be!」とエンディング・テーマ「ツクヨミ」を、その出演者でもあるBOYS AND MENが担当すると発表された。その情報公開と同じタイミングで、「Wanna be!」の発売日・レーベル・発売形態などCDシングルに関する情報も公開された。
この「Wanna be!」CDシングル発売の情報公開より以前に、BOYS AND MEN公式サイトにて2016年第1弾シングル「BOYMEN NINJA」の発売が告知されていた。「Wanna be!」はその1か月後に、レーベルは異なるが2作続けてのメジャー流通シングル発売となった。
2016年1月12日、dヒッツにて「Wanna be!」の配信を開始。CDシングルは、初回限定盤と通常盤の2形態で発売された。初回限定盤には「Wanna be!」のミュージック・ビデオとそのメイキング映像を収録したDVDが付属する。通常盤CDには初回限定盤収録曲のほか、BOYS AND MENが進出を図っているタイをテーマにした楽曲「サワディ音頭」が収録されている。
2016年3月末にメンバーの若菜太喜が脱退し、11人組としてのシングルは本作が最後となった。

## 制作
「Wanna be!」は、BOYS AND MENの一連の楽曲を手掛けるYUMIKOにより作詞、BOYS AND MENの楽曲ではシングル「常夏オーライ!!!」などを手掛けた後藤康二により作曲・編曲された。YUMIKOは、CD収録楽曲すべての作詞およびサウンド・プロデュース、ボーカル・ディレクションを担当している。
BOYS AND MENは楽曲について、「自分たちにとって珍しい恋の歌」「曲とドラマがリンクしているところもあるので、“ボイメン感”もあるし、“白鳥麗子感”もあると思う」などと解説している。

## ミュージック・ビデオ
「Wanna be!」のミュージック・ビデオは、福居英晃が監督を務めた。ロケーション撮影は静岡県の結婚式場で行われ、「王子様になったBOYS AND MENがお嬢様をエスコートする」という設定で、ワンカット長回しの手法で撮影された。映像でのBOYS AND MENメンバーはCDジャケットと同じ白い衣装である。

## プロモーション、ライブ・パフォーマンス
2016年1月6日発売の前作「BOYMEN NINJA」リリースイベント開催を同月10日をもって終了とし、翌11日より2月7日までの間、関東地方や関西地方を含む各地で本作「Wanna be!」のリリースイベントを展開。2月2日に東京・ららぽーと豊洲で開催したリリースイベントでは約1000人を動員した。
1月16日と23日、NHK名古屋放送局制作の音楽番組『Uta-Tube』に出演し、23日放送分にて「Wanna be!」を披露。ここではCDジャケットやミュージック・ビデオでの「王子様風」な白い衣装ではなく、BOYS AND MENの基本スタイルである「ヤンキー風」の学ラン衣装でパフォーマンスをした。
2月3日、日本テレビの情報番組『スッキリ!!』内のコーナー「スッタメ」に生出演し、楽曲を披露。これはBOYS AND MENにとって初めての全国エリアでの生パフォーマンス披露となった。
前作プロモーション時期より休養に入ったメンバーの若菜太喜は、本作プロモーション時期でも引き続きリリースイベント、ライブ、メディア出演などの活動を休止。そのまま活動復帰することなくグループ脱退となった。

## チャート成績
「Wanna be!」のシングルCDは、Billboard Japanシングル総合HOT、オリコンCDシングル週間ランキングにて1位を記録。ともに前作「BOYMEN NINJA」に続き2作連続、2か月連続での首位獲得となった。

## 収録曲
全作詞：YUMIKO

### 初回限定盤
1. 「Wanna be!」 – 3:28
  - 作曲・編曲：後藤康二（ck510）
2. 「ツクヨミ」 – 4:03
  - 作曲：小内喜文、編曲：高橋諒
3. 「Wanna be! -off vocal ver.-」 – 3:28
4. 「ツクヨミ -off vocal ver.-」 – 4:00

### 通常盤
1. 「Wanna be!」
2. 「ツクヨミ」
3. 「サワディ音頭」 – 4:30
  - 作曲：no_my、編曲：浦田尚克
4. 「Wanna be! -off vocal ver.-」
5. 「ツクヨミ -off vocal ver.-」 – 4:03
6. 「サワディ音頭 -off vocal ver.-」 – 4:27

## メディアでの使用
上述の通り、「Wanna be!」はテレビドラマ『白鳥麗子でございます!』の主題歌、「ツクヨミ」は同エンディング・テーマに起用された。同作には、主演・河北麻友子の相手役を務める水野勝のほか、BOYS AND MENから田中俊介・田村侑久・辻本達規・吉原雅斗が出演している。また、「ツクヨミ」は、東名阪ネット6制作のバラエティ番組『俺旅。 シーズン2』のテーマソングとしても使用された。